# Wildeck
Wildeck är en kommun i Landkreis Hersfeld-Rotenburg i Regierungsbezirk Kassel i förbundslandet Hessen i Tyskland.
Kommunen bildades 31 december 1971 genom en sammanslagning av de tidigare kommunerna Bosserode, Hönebach, Obersuhl, Raßdorf och Richelsdorf.